# 長豊駅
長豊駅（ちょうほうえき、中文表記: 长丰站、英文表記: Changfeng station）は、中華人民共和国湖南省長沙市岳麓区にある長沙地下鉄6号線の駅である。

## 駅周辺
- 桐梓坡西路
- 麓谷工業園
- 明徳麓谷学校